# 横浜金港クラブ
横浜金港クラブ（よこはまきんこうクラブ）は、神奈川県横浜市に本拠地を置き、日本野球連盟に加盟する社会人野球のクラブチームである。
クラブチームとしては古豪・強豪の一員であり、関東地区連盟を代表するチームである。

## 概要・歴史
1942年、『横浜蚕糸倶楽部』として創部し、オーナーである山口久像が監督に就任し、同年の都市対抗野球に出場した。
その後、戦争のため活動を休止した後、1946年に活動を再開。山口久像が、森鷗外作詞の横浜市歌に「わが横浜は黄金の港」とあるところから引用して、チーム名を『横浜金港クラブ』に改称した。
早稲田大学のエースを筆頭に東京六大学野球のスター選手を集め、1948年の都市対抗野球では8強に進出するなどしていたが、1950年代以降は企業チーム激戦区となる神奈川県に於いて苦戦を強いられている。
1950年、当チームのエースであった日本石油（後のENEOS）社員の吉村英次郎が尽力し日本石油野球部（後のENEOS野球部）を発足させ、同年に移籍した。同年の都市対抗野球予選の代表決定戦では当チームが日本石油に5-2で勝利している。
1970年、都市対抗野球予選で三菱重工横浜（現・三菱重工East）に5-4で勝利。以来、神奈川県内でのクラブチームは企業チーム戦勝利から遠ざかっている。
1978年、クラブ選手権に初出場した。
2011年、クラブ選手権の準々決勝で高塩将樹が大会史上初となるノーヒットノーランを達成するなどし、ベスト4に進出した。
2013年、都市対抗野球西関東2次予選で第2代表決定戦に進出し、三菱重工横浜相手に9回2死2ストライクまで1点リードを奪い、63年ぶりの本大会出場に王手をかけたがそこから同点に追いつかれ延長10回サヨナラ負けを喫した。

## 設立・沿革
- 1942年 - 『横浜蚕糸倶楽部』として創部。都市対抗野球に初出場（初戦敗退）。
- 1946年 - チーム名を『横浜金港クラブ』に改称。
- 1947年 - 第2回JABA東京スポニチ大会で優勝。
- 1978年 - クラブ選手権に初出場（初戦敗退）。
- 2004年 - クラブ選手権に25年ぶり出場（初戦敗退）。
- 2011年 - クラブ選手権でベスト4。

## 主要大会の出場歴・最高成績
- 都市対抗野球大会：出場6回、最高成績ベスト8（1948年）
- 全日本クラブ野球選手権大会：出場10回、最高成績ベスト4（2011年）
- JABA東京スポニチ大会：優勝1回（1947年）
- JABAびわこ杯争奪社会人クラブ野球大会：準優勝1回（2005年）
- JABA一関市長旗争奪クラブ野球大会：準優勝1回（1993年）
- JABA関東連盟クラブ選手権大会：準優勝1回（2016年）
- JABA山梨県知事杯：優勝1回（1992年　第1回大会）
- 神奈川県クラブ対抗トーナメント大会：優勝1回（2000年）
- JABAさいたま市長杯：優勝3回（2005年、2006年、2015年、2016年）
- あきる野市長杯：優勝2回（2010年、2015年）
- 神奈川工科大杯：優勝4回（2010年、2011年、2012、2013年）
- 中部謙吉杯：優勝2回（2014年、2016年）
- JABA足利市長杯：優勝1回（2016年）

## 主な出身プロ野球選手
- 茅野秀三（外野手） - 1948年に中日ドラゴンズに入団
- 茅野健一（外野手） - 1950年に西日本パイレーツに入団
- 南村侑広（外野手） - 1950年に西日本パイレーツに入団
- 矢野正之（投手） - 1994年ドラフト5位で阪神タイガースに入団
- 菊沢竜佑（投手） - 退団後、米・独立リーグであるパシフィック・アソシエーションのソノマ・ストンパーズ（英語版）、相双リテック（軟式）を経て、2016年ドラフト6位で東京ヤクルトスワローズに入団
- 高塩将樹（投手） - 退団後、BCL・富山や福島、台湾社会人野球チームを経て、2024年CPBLドラフト6位で統一ライオンズに入団

## 歴代監督
- 初代　1942年～1945年　山口久像
- 第2代　1946年　鈴木茂（法政大）
- 第3代　1947年～1955年　若原正蔵（早稲田大）
- 第4代　1956年～1960年　佐野甚作
- 第5代　1961年～1977年　田村稔（法政大）
- 第6代　1978年～1986年　石田宏（横浜市大）
- 第7代　1986年～1993年　内田裕久（法政大）
- 第8代　1994年～1996年　今井文英（東京大）
  - 今井監督海外赴任のため助監督が監督代行：1997年　馬場友行（横浜商大高）
- 第9代　1998年～2003年　頓宮従弘（関東学院大）
- 第10代　2004年～2005年　相沢卓司（横浜国大）
- 第11代　2006年～2010年　中村忠裕（横浜商高）
- 第12代　2011年～2012年　今井寿七郎（東海大）
- 第13代　2012年～2017年9月　露木慎吾（早稲田大）
- 第14代　2017年9月～　露木文吾（青山学院大）

## 表彰
- 神奈川県野球協会ベストナイン特別賞
  - 3回受賞　露木慎吾：1990年、2003年、2007年
  - 2回受賞　高木三憲：1996年、2001年、四日市直：2005年、2006年、平野路尚：2010年、2014年、高橋優輔：2015年、2018年
  - 1回受賞　渥美修一郎：1995年、関沢宏介：2002年、廣瀬雅人：2009年、斎藤佳弘：2012年、菊沢竜佑：2013年、三橋直人:2016年
- 山梨県知事杯　最高殊勲選手賞（細川智：1992年）
- 都市対抗神奈川県予選　首位打者賞（渥美修一郎：1994年）
- 神奈川県クラブ対抗トーナメント大会　最優秀選手賞（露木慎吾：2000年）
- さいたま市長杯　最優秀選手賞（四日市直：2005年、今井寿七郎：2006年、新海亮人：2015年、三橋直人：2016年）
- 神奈川工科大杯　最優秀選手賞（平野路尚：2010年、目黒翔太：2011年、庄野太朗：2012年）
- 全日本クラブ野球選手権　特別賞（大会史上初ノーヒットノーラン　高塩将樹：2011年）
- 中部謙吉杯　最優秀選手賞（澤井純一：2014年、濱優貴：2016年）
- 足利市長杯　最優秀選手賞（齋藤景介：2016年）